# ضفدعيات الشكل
الضفدعيات الشكل (الاسم العلمي: Batrachomorpha) هو الاسم الذي يطلق تقليديا على البرمائيات الحديثة والمنقرضة التي ترتبط ارتباطا وثيقا بالبرمائيات الحديثة أكثر من الزواحف. غالبًا ما يشتمل على المجموعات المنقرضة مقسومات الفقار وغلاليات الفقار.
كانت رباعيات الأرجل الأولى جميعها من البرمائيات بالمعنى الفسيولوجي حيث وضعت بيضها في الماء ويتم في بعض الأحيان الإشارة إليها بتيهيات الأسنان أو بمصفحات الرأس.

## التصنيف
- تحت طائفة ضفدعيات الشكل
  - رتبة مقسومات الفقار (منقرضة)
  - رتبة مخفيات الأرجل (منقرضة)
  - رتبة ضفدعيات الشكل السابحة (منقرضة)
  - رتبة العظائيات الصغيرة (منقرضة)
  - رتبة عديمات الذيل أو الضفدعيات
  - رتبة ذوات الذيل أو السلمندريات
  - رتبة الضفدعيات الثعبانية